# Зи, Энтони
Энтони Зи (род. 1945) — китайско-американский физик, писатель, в настоящее время профессор Института Калви теоретической физики и физического факультета Калифорнийского университета в Санта-Барбаре.
Окончив Принстонский университет, в 1970 г. получил учёную степень доктора философии в Гарвардском университете, научным руководителем был Сидни Коулман. В течение 1970-72 и 1977-78 гг. работал
в Институте перспективных исследований. В 1973-78 гг. был стипендиатом Слоуна.
В первый год работы Зи доцентом в Принстоне его ассистентом был Эдвард Уиттен.
Зи является автором или соавтором более 200 научных публикаций и нескольких книг. Он написал статьи по физике элементарных частиц, физике конденсированного состояния, аномалиям в физике, теории случайных матриц,
сверхпроводимости, квантовому эффекту Холла и другим разделам теоретической физики и эволюционной биологии.
Зи преподаёт общую теорию относительности и квантовую теорию поля.
Кульминацией его преподавательской деятельности является получившая широкую известность «трилогия» учебников для студентов вузов: Квантовая теория поля в двух словах, «Гравитация Эйнштейна в двух словах» и Теория групп для физики в двух словах. Он также является автором нескольких книг для широкого круга читателей о физике и китайской культуре.

## Книги
Научные:
- 1982. Unity of Forces in the Universe. Singapore: World Scientific.
- 2009 Квантовая теория поля в двух словах — М.-Ижевск: РхД, 2009—632 c.
- 2010. Квантовая теория поля в двух словах. 2nd ed. Princeton University Press. ISBN 978-0691140346[2]
- 2013. Гравитация Эйнштейна в двух словах[англ.]. Princeton University Press. ISBN 978-0691145587
- 2016. Group Theory in a Nutshell for Physicists. Princeton University Press. ISBN 978-0691162690
- 2020. Fly by Night Physics: How Physicists Use the Backs of Envelopes. — Princeton University Press, 2020. — ISBN 9780691182544.

Популярные:
- 1989. An Old Man’s Toy, Oxford University Press.ISBN 978-0-02-633440-2
- 1990. Swallowing Clouds. University of Washington Press. ISBN 978-0-671-74724-4
- 2007. Fearful Symmetry: The Search for Beauty in Modern Physics, 2nd ed. Princeton University Press. Foreword by Roger Penrose. ISBN 978-0-691-00946-9. 1986 1st ed. published by Macmillan; 2016 pbk edition published by Princeton University PressISBN 978-0-691-17326-9[3]
- 2018. On Gravity: A Brief Tour of a Weighty Subject. — Princeton University Press, 2018. — ISBN 9780691174389.
- 2023. Quantum Field Theory As Simply As Possible. — Princeton University Press, 2023. — ISBN 9780691174297.